# Vale de Lecrín
Vale de Lecrín é uma comarca do sul de Espanha situada no centro da província de Granada, comunidade autónoma da Andaluzia. Ocupa uma área de 461,6 km² em em 2021 tinha 23 049 habitantes. Segundo o catálogo elaborado pela Consejería de Turismo e Desporto da Junta da Andaluzia de 27 de março de 2003, é formada pelos seguintes municípios:
| - Nigüelas - Albuñuelas - Dúrcal |  | - Lecrín - El Padul - El Pinar |  | - El Valle - Villamena |

| Comarcas limítrofes do Vale de Lecrín |  |                     |
| Veiga de Granada                      |  |                     |
| Alhama                                |  | Alpujarra Granadina |
| Costa Tropical                        |  |                     |

A região era conhecida pelos árabes como Iqlim Garnata e Iqlim al Qasb, que significa distrito ou caminho da cana-de-açúcar, por ser um lugar de passagem para as plantações de cana sacarina da costa granadina.

## Munícipios da comarca do Vale de Lecrín
| Município  | Município  | Área (km²) | População (2021) | Densidade (hab./km²) | Partido do alcaide (2011) |
| ---------- | ---------- | ---------- | ---------------- | -------------------- | ------------------------- |
| Albuñuelas | Albuñuelas | 140,1      | 786              | 5,61                 | PP                        |
| Dúrcal     | Dúrcal     | 76,6       | 7 168            | 93,58                | PP                        |
| Lecrín     | Lecrín     | 40,5       | 2 197            | 54,25                | PSOE                      |
| Nigüelas   | Nigüelas   | 31,1       | 1 198            | 38,52                | PSOE                      |
| El Padul   | El Padul   | 89,2       | 8 934            | 100,16               | PSOE                      |
| El Pinar   | El Pinar   | 38,0       | 886              | 23,32                | PP                        |
| El Valle   | El Valle   | 25,9       | 917              | 35,41                | PSOE                      |
| Villamena  | Villamena  | 20,2       | 963              | 47,67                | PSOE                      |
|            | Total:     | 461,6      | 23 049           |                      |                           |